# Loline

Structure commune des alcaloïdes loline.

Les alcaloïdes loline, ou 1-aminopyrrolizidines, sont dotés de plusieurs caractéristiques biologiques et chimiques particulières. Les lolines sont des insecticides et des composés protégeant des insectes présents dans les graminées infectées par un champignon endémique symbiotique du genre Epichloe (Neotyphodium). 
Les lolines augmentent les résistances des herbacées aux insectes herbivores et peuvent aussi les protéger de stress environnementaux, tels que la sécheresse et la compétition spéciale. 
Les lolines ont été extraits de l'ivraie Lolium temulentum, d'où leur nom.